# Sliman Mansour
Sliman Mansour (en árabe: سليمان منصور‎, n. Birzeit, Mandato Británico de Palestina, 1947)  es un pintor y escritor palestino, considerado como una importante figura dentro del arte de este país. Se le ha calificado como un artista de la Intifada, cuyo trabajo entrega expresiones visuales del concepto cultural palestino del sumud (en español: constancia, firmeza).
Estudió Bellas Artes en la Academia Bezalel de Arte y Diseño de Jerusalén de 1967 a 1970, y ha participado activamente en la vida artística palestina desde esa fecha. Al igual que otros pintores palestinos residentes en los territorios ocupados, ha participado en varias exposiciones colectivas con artistas israelíes. Después del estallido de la Primera Intifada, fue arrestado y varias de sus obras fueron confiscadas por utilizar los colores de la bandera palestina en sus pinturas (verde, negro y rojo), lo que era ilegal según una ley israelí.
De 1986 a 1990 fue director de la Liga de Artistas Palestinos (League of Palestinian Artists), una organización dedicada a la promoción de artistas locales y a la organización de exposiciones.
En 1988 realizó una serie de ocho pinturas abstractas evocando cuatro pueblos palestinos destruidos en la guerra de 1948 (Yibna, Yalo, Imwas y Bayt Dajan), y participó en la exposición (y posterior libro) de Dana Bartelt Both Sides of Peace: Israeli and Palestinian Political Poster Art, publicado en 1998 por el Museo de Arte Contemporáneo Raleigh (del inglés: Contemporary Art Museum), de Carolina del Norte. En aquellos años, fue uno de los primeros pintores palestinos que se alejaron de la pintura para empezar a experimentar con materiales plásticos no tradicionales, como el barro y la paja, tomados como metáfora del suelo de su patría.
Sus obras han sido mostradas en exposiciones individuales y colectivas en muchos países como Israel, Japón, Rusia, Noruega, los Estados Unidos, Italia, España, Francia, Alemania y Egipto donde su obra I Ismail ganó el Gran Premio de la Bienal de El Cairo en 1998. Es miembro fundador y director del Centro de Arte Al-Wasiti (Al-Wasiti Art Center) de Jerusalén.
En su faceta de escritor, es además autor de dos libros sobre el folklore palestino.

### Sobre Sliman Mansour
- Faten Nastas Mitwasi, Sliman Mansour, editorial Michael Imhof, Petersberg, Alemania, 2008, 112 págs., ISBN 978-3865683700